# Allen, Kansas
Allen är en ort i Lyon County i Kansas. Vid 2010 års folkräkning hade Allen 177 invånare.